# Thunder (motorfiets)
Thunder is een Italiaans historisch merk van motorfietsen.
De bedrijfsnaam was: Thunder Motori S.r.l., Reggio Emilia.
Thunder Motori was een klein fabriekje dat voor die tijd zeer moderne 127cc-paralleltwins met kopkleppen bouwde. De productie begon in 1952 en eindigde al in 1954.